# Česká fotbalová liga 2023/2024
Česká fotbalová liga 2023/2024 byla 33. ročníkem České fotbalové ligy, která spolu s Moravskoslezskou fotbalovou ligou tvořila 3. úroveň v systému fotbalových soutěží. Byla řízena Fotbalovou asociací České republiky. Sezóna začala 4. srpna 2023.
Liga byla rozdělena na 2 skupiny po 16 týmech. V nich se odehrálo 30 zápasů systémem každý s každým doma–venku. Po 30 odehraných kolech se utkali vítězové obou skupin o jedno postupové místo do Fotbalové Národní ligy.

## Kluby
| 2. liga            | 2. liga           | Divize                                                        | Divize                                            |
| ▲                  | ▼                 | ▲                                                             | ▼                                                 |
| ------------------ | ----------------- | ------------------------------------------------------------- | ------------------------------------------------- |
| FK Viktoria Žižkov | SK Slavia Praha B | FC Silon Táborsko B FK Arsenal Česká Lípa FC Slovan Liberec B | FK Baník Sokolov 1948 SK Benešov FK Zbuzany 1953* |

- FK Zbuzany 1953 nepokračují v žádné soutěži.

## Skupina A
| Poř. | Tým                       | Z  | V  | R  | P  | VG | OG | B  |
| ---- | ------------------------- | -- | -- | -- | -- | -- | -- | -- |
| 1.   | SK Slavia Praha B         | 30 | 22 | 4  | 4  | 81 | 27 | 70 |
| 2.   | TJ Jiskra Domažlice       | 30 | 20 | 4  | 6  | 66 | 26 | 64 |
| 3.   | Povltavská FA             | 30 | 16 | 4  | 10 | 52 | 51 | 52 |
| 4.   | FC Viktoria Plzeň B       | 30 | 12 | 9  | 9  | 60 | 50 | 45 |
| 5.   | SK Dynamo Č. Budějovice B | 30 | 13 | 4  | 13 | 60 | 55 | 43 |
| 6.   | Sokol Hostouň             | 30 | 13 | 4  | 13 | 41 | 46 | 43 |
| 7.   | FC Silon Táborsko B       | 30 | 10 | 10 | 10 | 55 | 52 | 40 |
| 8.   | FK Loko Vltavín           | 30 | 10 | 9  | 11 | 49 | 47 | 39 |
| 9.   | FK Robstav                | 30 | 10 | 9  | 11 | 53 | 53 | 39 |
| 10.  | FK Admira Praha           | 30 | 11 | 4  | 15 | 34 | 56 | 37 |
| 11.  | FK Dukla Praha B          | 30 | 7  | 15 | 8  | 42 | 51 | 36 |
| 12.  | Bohemians Praha 1905 B    | 30 | 9  | 8  | 13 | 45 | 51 | 35 |
| 13.  | SK Motorlet Praha         | 30 | 9  | 7  | 14 | 40 | 57 | 34 |
| 14.  | FC Písek                  | 30 | 9  | 6  | 15 | 44 | 58 | 33 |
| 15.  | FC Slavia Karlovy Vary    | 30 | 8  | 6  | 16 | 36 | 56 | 30 |
| 16.  | FK Králův Dvůr            | 30 | 7  | 5  | 18 | 35 | 57 | 26 |

|  | Postup do play-off o postup do Chance Národní ligy |
|  | Sestup do Divize A, B nebo C                       |

- Licence na ČFL klubu FK Robstav připadla zpět klubu TJ Přeštice, který přihlásil pouze Divizi A[1]. FK Robstav ovšem po zásahu soudu zůstává v ČFL, která se mimořádně rozšíří.[2].

## Skupina B
| Poř. | Tým                      | Z  | V  | R  | P  | VG | OG | B  |
| ---- | ------------------------ | -- | -- | -- | -- | -- | -- | -- |
| 1.   | TJ Slovan Velvary        | 30 | 19 | 8  | 3  | 59 | 25 | 65 |
| 2.   | SK Zápy                  | 30 | 19 | 6  | 5  | 67 | 27 | 63 |
| 3.   | FK VIAGEM Ústí nad Labem | 30 | 16 | 5  | 9  | 51 | 36 | 53 |
| 4.   | SK Sokol Brozany         | 30 | 14 | 8  | 8  | 39 | 33 | 50 |
| 5.   | FK Baník Souš            | 30 | 12 | 9  | 9  | 43 | 37 | 45 |
| 6.   | SK Sparta Kolín          | 30 | 11 | 10 | 9  | 51 | 47 | 43 |
| 7.   | FC Slovan Liberec B      | 30 | 10 | 8  | 12 | 47 | 47 | 38 |
| 8.   | FK Pardubice B           | 30 | 10 | 8  | 12 | 41 | 57 | 38 |
| 9.   | FK Chlumec nad Cidlinou  | 30 | 10 | 7  | 13 | 51 | 58 | 37 |
| 10.  | TJ Sokol Živanice        | 30 | 10 | 5  | 15 | 37 | 45 | 35 |
| 11.  | FC Hradec Králové B      | 30 | 10 | 5  | 15 | 43 | 60 | 35 |
| 12.  | FK Jablonec B            | 30 | 9  | 7  | 14 | 38 | 48 | 34 |
| 13.  | FK Teplice B             | 30 | 10 | 4  | 16 | 41 | 52 | 34 |
| 14.  | FK Mladá Boleslav B      | 30 | 9  | 6  | 15 | 43 | 40 | 33 |
| 15.  | FK Arsenal Česká Lípa    | 30 | 8  | 9  | 13 | 35 | 54 | 33 |
| 16.  | FK Přepeře               | 30 | 7  | 7  | 16 | 34 | 54 | 25 |

|  | Postup do play-off o postup do Chance Národní ligy |
|  | Sestup do Divize A, B nebo C                       |

## Baráž o FNL
| 12. června 2024 18:00 |        |                   |                               |
| TJ Slovan Velvary     | 0 : 0  | SK Slavia Praha B | Stadion, Velvary diváci: 1180 |
|                       | Report |                   | Stadion, Velvary diváci: 1180 |

| 15. června 2024 10:15       |        |                   |                                                          |
| SK Slavia Praha B           | 2 : 1  | TJ Slovan Velvary | Sportovní areál Na Chvalech, Horní Počernice diváci: 603 |
| Drozda 4' (vl.) Pikolon 75' | Report | 80' (pen.) Kott   | Sportovní areál Na Chvalech, Horní Počernice diváci: 603 |